# Seqüència Somos
En matemàtiques, una seqüència Somos és una seqüència de nombres definits per una certa relació de recurrència. Van ser descobertes pel matemàtic Michael Somos. Com que la seva recurrència definitòria inclou divisions, es podria esperar que els termes de la seqüència fossin fraccions, però moltes seqüències Somos tenen la propietat de que tots els seus valors són enters.

## Equacions de recurrència
Per un nombre enter k major que 1, la seqüència Somos-k {\displaystyle (a_{0},a_{1},a_{2},\ldots )} és definida per l'equació
{\displaystyle S_{k}=a_{n}a_{n-k}=a_{n-1}a_{n-k+1}+a_{n-2}a_{n-k+2}+\cdots +a_{n-(k-1)/2}a_{n-(k+1)/2}}
quan k és senar, o per l'equació anàloga
{\displaystyle S_{k}=a_{n}a_{n-k}=a_{n-1}a_{n-k+1}+a_{n-2}a_{n-k+2}+\cdots +(a_{n-k/2})^{2}}
quan k és parell, amb els valors inicials ai = 1 per i < k.

Per k = 2 ó 3, aquesta recursivitat és molt simple (no hi ha addició a la part dreta) i defineixen la seqüència de tot uns (1, 1, 1, ...).
El primer cas no trivial és k = 4, amb l'equació definitòria següent:
{\displaystyle S_{4}=a_{n}a_{n-4}=a_{n-1}a_{n-3}+a_{n-2}^{2}}
Mentre que per k = 5 és:
{\displaystyle S_{5}=a_{n}a_{n-5}=a_{n-1}a_{n-4}+a_{n-2}a_{n-3}}.
Aquestes equacions poden ser reescrites en forma de relació de recurrència:
{\displaystyle a_{n}={\frac {S_{k}}{a_{n-k}}}}
Tot i que en la definició habitual de les seqüències Somos els valors de ai per i < k són 1, també és possible definir altres seqüències utilitzant les mateixes recurrències amb diferents valors inicials.

## Integralitat
La forma de les recurrències definitòries de les seqüències Somos inclou divisions, per tant es podria esperar que les seqüències incloguessin fraccions. Tot i això, per k ≤ 7 les seqüències només inclouen valors enters, excepte si se'n modifiquen els valors inicials. Molts matemàtics han intentat explicar aquesta propietat; està estretament relacionada amb la combinatòria dels àlgebres de cluster.